# Humberto Benítez Treviño
Víctor Humberto Benítez Treviño (Zacualpan, Estado de México; 5 de julio de 1945) es un político y abogado mexicano, miembro del Partido Revolucionario Institucional. Se ha desempeñado como procurador general de la República en 1994, secretario general de Gobierno del Estado de México y titular de la Procuraduría Federal del Consumidor (PROFECO) del 1 de diciembre de 2012 al 15 de mayo de 2013.

## Estudios y cargos públicos
Obtuvo su licenciatura en derecho en la Facultad de Jurisprudencia de la Universidad Autónoma del Estado de México. Pertenece al PRI desde 1963 donde ha desempeñado los cargos de director juvenil del Comité Municipal de Toluca, México; director del CEPES, zona centro-norte en el estado de México; asesor del coordinador del IEPES para la campaña presidencial.
Coordinador técnico de los encuentros nacionales de profesionales de la campaña presidencial. Asimismo fungió como agente del Ministerio Público, agente visitador y primer agente auxiliar de la Procuraduría General de Justicia, director de Desarrollo Social de Auris; asesor de la Secretaría de Gobierno del estado de México; subdirector de Legislación Tributaria de la SHCP; coordinador general de la Defensoría de Oficio; subdirector general de Reclusorios; director general de Boletrónico; delegado en Benito Juárez de 1981 a 1982; asesor del subsecretario, director de Registro Patrimonial y Coordinador de asesores del Secretario en la SECOGEF; director general de Administración de SECTUR; procurador General de Justicia del estado de México y del Distrito Federal. Profesor de la Universidad Autónoma del Estado de México y de la UNAM.
Su único cargo más destacado y más importante del país han sido de la Procuraduría General de la República.

## Controversias
El 27 de abril de 2013, su hija, Andrea Benítez, se vio envuelta en un escándalo cuando, al no recibir mesa dentro del restaurante Máximo Bistrot de la colonia Roma del Distrito Federal, México, amenazó a la dueña con enviar inspectores para cerrar dicho establecimiento. La procuraduría, saltándose todos los protocolos, atendió de forma inmediata la petición y clausuró el establecimiento ese mismo día.
El incidente recibió críticas, siendo considerado un ejemplo de abuso de poder. Al día siguiente, su padre pidió disculpas y ella hizo lo mismo en su cuenta de Twitter. El incidente incluso hizo que el coordinador en ese momento de la fracción del PRD en el Senado de la República, Miguel Barbosa, pidiera su renuncia en caso de comprobarse el abuso del poder.
El 15 de mayo de 2013, el Secretario de Gobernación, Miguel Ángel Osorio Chong, anunció el cese de Humberto Benítez Treviño como titular de la PROFECO por orden del presidente Enrique Peña Nieto, al considerar que el escándalo afectó la imagen de la institución gubernamental.